# Équipe de Turquie de beach soccer
L'équipe de Turquie de beach soccer est une sélection qui réunit les meilleurs joueurs turcs dans cette discipline.

## Palmarès
- Coupe du monde
  - 1er tour en 2001

- Euro Beach Soccer League
  - 4e en 2002

## Équipe
| Nom                | Poste     |
| ------------------ | --------- |
| Mutlu Köktas       | Gardien   |
| Ahmet Sanlidere    | Gardien   |
| Gökhan Seyrekbasan | Gardien   |
| Mahmut Arikan      | Gardien   |
| Ferit Yücel Ergün  | Défenseur |
| Seyit Ahmed Süer   | Défenseur |
| Erkan Anzafioglu   | Défenseur |
| Volkan Yesilirmak  | Défenseur |
| Serhat Sütlü       | Défenseur |
| Tamer Ay           | Défenseur |
| Cem Keskin         | Milieu    |
| Onur Zayim         | Attaquant |
| Adil Muftuoglu     | Attaquant |
| Baris Terzioglu    | Attaquant |
| Namik Turk         | Attaquant |
| Erkan Akbal        | Attaquant |
| Hasan Tas          | Attaquant |
| Ayhan Bilal Sezer  | Attaquant |
| Erhan Eriten       | Attaquant |
| Seyit Ahmet Süer   | Attaquant |
| Metin Telle        | Attaquant |